# Glochidion woodii
Glochidion woodii är en emblikaväxtart som beskrevs av Elmer Drew Merrill. Glochidion woodii ingår i släktet Glochidion och familjen emblikaväxter. Inga underarter finns listade i Catalogue of Life.